# Дрвали (гміна Вишоґруд)
Дрвали (пол. Drwały) — село в Польщі, у гміні Вишогруд Плоцького повіту Мазовецького воєводства.
Населення — 213 осіб (2011).
У 1975-1998 роках село належало до Плоцького воєводства.

## Демографія
Демографічна структура станом на 31 березня 2011 року:
|          | Загалом | Допрацездатний вік | Працездатний вік | Постпрацездатний вік |
| -------- | ------- | ------------------ | ---------------- | -------------------- |
| Чоловіки | 104     | 14                 | 77               | 13                   |
| Жінки    | 109     | 21                 | 55               | 33                   |
| Разом    | 213     | 35                 | 132              | 46                   |